# Срібний ключ
«Срі́бний ключ» (англ. The Silver Key) — оповідання американського письменника Говарда Філліпса Лавкрафта, написане 1926 року. Вперше видано в журналі «Weird Tales» за січень 1929 року. «Срібний ключ» входить до «Циклу снів» і, разом з тим, є продовженням оповідання «Сновидні пошуки незвіданого Кадата», а також має власне продовження — оповідання «Крізь браму срібного ключа», яке Лавкрафт написав у співавторстві з Гоффманом Прайсом. У оповіданні представлено Рендольфа Картера, який часто зустрічається у творах Лавкрафта.

## Сюжет

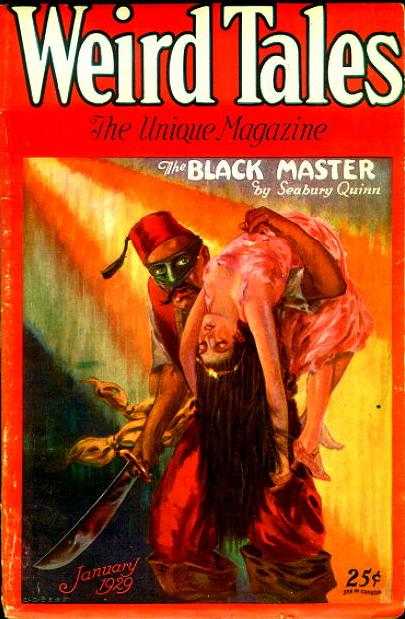
Weird Tales (січень 1929 року, Том 13, № 1). Малюнок «Чорного майстра» Сібері Квінна. Автор обкладинки З. З. Сенф

Сновидець Рендольф Картер подорожує в іншому світі — Країни снів. Однак, у 30 років він втрачає ключ від воріт сну (англ. Gate of dreams). Картер хоче повернутися до Сутінкових царств, але йому доводиться миритися з повсякденністю, де емоції земних розумів важливіші за фантазію витончених душ.
…коли над ним почала тяжіти зрілість, він відчув, як, крапля за краплею, з нього висотується ця свобода, аж поки, зрештою, остаточно не покинула його. Його галери більше не плавали вгору річкою Укранос, повз золочені шпилі Трана, його каравани слонів більше не продиралися крізь запашні джунглі Кледа, де покинуті палаци з увитими лозою колонами зі слонової кості солодко і безтурботно сплять під місяцем.Оригінальний текст (англ.)
...but as middle age hardened upon him he felt these liberties slipping away little by little, until at last he was cut off altogether. No more could his galleys sail up the river Oukranos past the gilded spires of Thran, or his elephant caravans tramp through perfumed jungles in Kled, where forgotten palaces with veined ivory columns sleep lovely and unbroken under the moon.
Картер вивчає віру батьків, міфи та ритуали, вважаючи, що люди без мрії шанують фальшивих богів (англ. False gods), а їхня віра суперечлива, як і боги їхніх предків (англ. Gods of their elders). Картер, мандруючи містами, йде шляхом предків і шукає ефірні землі (англ. Ethereal lands). Він воює в Іноземному легіоні у Франції під час Першої світової війни. Після війни Картер пише кілька романів, але страх і земне начало заважають створити щось вартісне. У своєму будинку в Бостоні Картер вивчає містичні книги. Чоловік із південних країн показує йому старовинні фоліанти та глиняні таблиці з Індії та арабських країн. Вони вирушають на стародавнє кладовище, з якого живим повернувся один Картер. Потім він повертається в Аркгем, де вивчає щоденник свого предка.
У 50 років Картеру почало снитися дитинство в садибі діда Крістофера. Уві сні дід розповів, що їхній древній рід веде до хрестоносця з палаючими очима (англ. Flame-eyed), який дізнався дикі секрети від сарацинів. Перший Рендольф Картер (англ. First Sir Randolph Carter) жив у епоху Єлизавети і захоплювався магією. Едмунд Картер (англ. Edmund Carter) уникнув шибениці в Салемі і сховав від нащадків Срібний ключ. Вранці Картер знайшов його на горищі в скриньці зі стародавнього дуба з дивними ієрогліфами невідомою мовою. Картер почав чути голоси батьків, які кличуть його до прихованого родового джерела (англ. Ancestral source). Він їде машиною в дідівську садибу, що між пагорбами за Аркгемом. У гаю неподалік зник його предок, а в одній хатині жила відьма Ґуді Фовлер (англ. Goody Fowler). З чуток, у пагорбі є приховані тунелі.
Картер виходить на Сутінковий луг і потрапляє у минуле. Ключ повернув його в дитинство у вигляді десятирічного хлопчика (його доросла сутність зникає з цього часу). Вдалині видно Кінгспорт, де на Централ-Гілл стоїть церква конгрегаціоналістів, яку давно знесли. Старий Беніджа Корі веде Картера додому, де на нього чекає мама Марта і дядько Кріс, а також вечеря Ганни (англ. Hannah). Вранці Картер іде до лісу, де дерева та пагорби утворюють ворота у вічну країну (англ. Timeless realm) — його справжню батьківщину. Там покриті лишайниками скелі у Священному гаю (англ. Sacred grove) нагадують моноліти друїдів, а біля водоспаду співають фавни, егіпани та дріади. Картер входить до печери «Зміїне лігво» (англ. Snake-den) і пролазить в ущелину, що веде до верхнього гроту (англ. Loftier grotto). Він підносить на витягнутій руці ключ до дальньої стіни, і з ним відбувається зміна. З цього моменту рідні почали говорити, що хлопчика підмінили. Картер передбачає майбутнє і плутається спогадами з колишнього життя. Кузен Ернст Еспінволл (англ. Ernest B. Aspinwall), есквайр із Чикаго, помітив, що той змінився восени 1883 року. В 1897 Картер почув назву французького міста Беллуа-ан-Сантер і згадав, що мало не загинув там, коли служив у Іноземному легіоні 1916 року (в майбутньому).
У фіналі неназваний оповідач описує, що в Аркгемі розшукують Картера. Старий слуга Паркс (англ. Old Parks) розповів, що він поїхав до Гори в'язів. Там знайдено його автомобіль та хустку. Незабаром спадкоємці розпочали поділ майна. Оповідач упевнений, що Картер повернеться.
В Ултарі, за річкою Скай, ходять поголоски, що новий король править на опаловому троні у місті Ілек-Вад, казковому місті веж, що височіє на скляних скелях, споглядаючи присмеркове море, в якому бородаті ґноррі будують свої неймовірні лабіринти, і я напевне знаю, як тлумачити ці чутки. Певна річ, я з нетерпінням чекаю нагоди побачити цей великий срібний ключ, бо в його таємничих арабесках можуть таїтися всі звершення і таємниці сліпого безликого космосу.Оригінальний текст (англ.)
It is rumoured in Ulthar, beyond the River Skai, that a new king reigns on the opal throne of Ilek-Vad, that fabulous town of turrets atop the hollow cliffs of glass overlooking the twilight sea wherein the bearded and finny Gnorri build their singular labyrinths, and I believe I know how to interpret this rumour. Certainly, I look forward impatiently to the sight of that great silver key, for in its cryptical arabesques there may stand symbolised all the aims and mysteries of a blindly impersonal cosmos.

## Навіяння

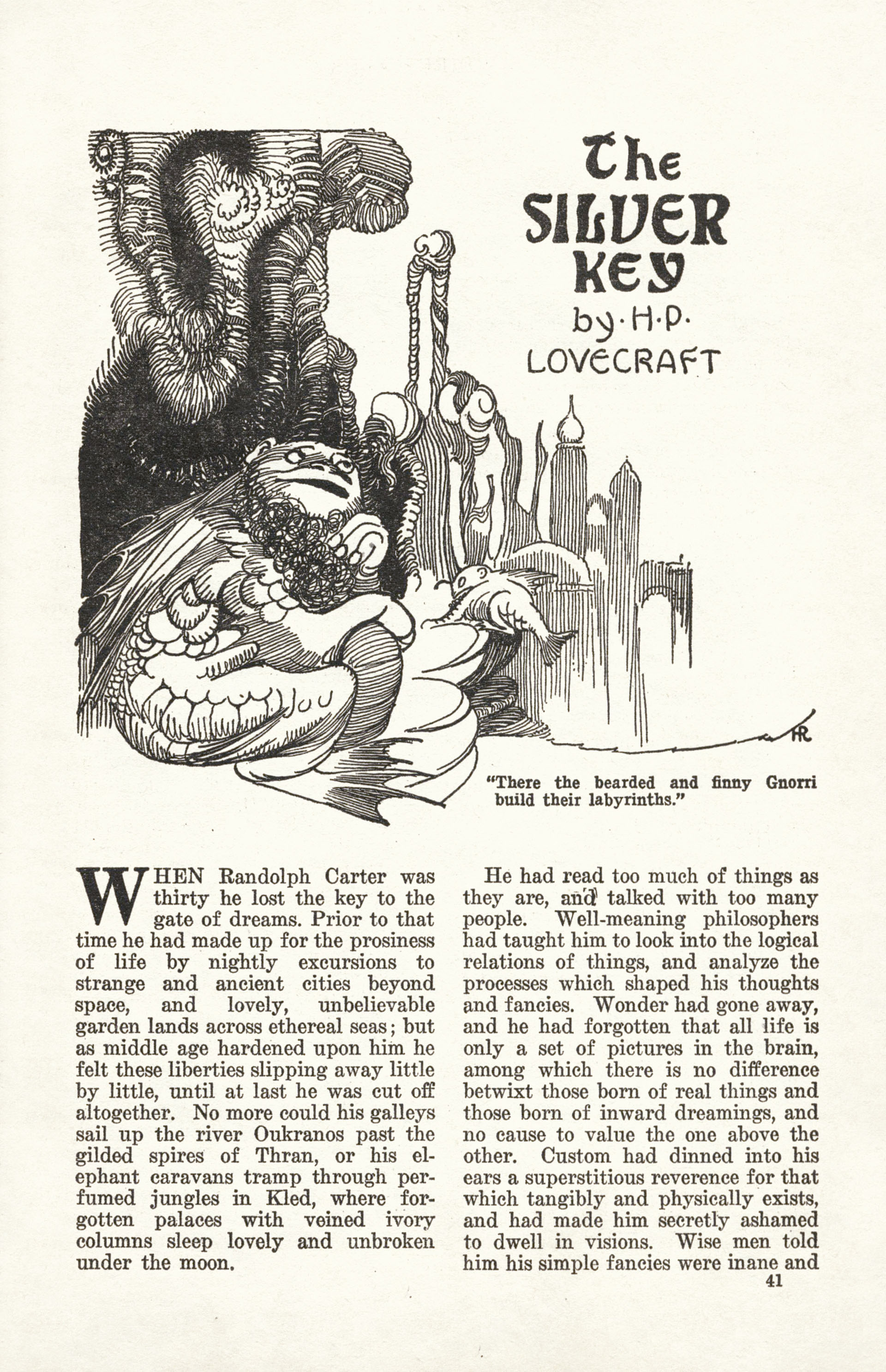
Титульна сторінка оповідання у «Weird Tales», січень 1929 року. Ілюстрація Г'ю Ренкіна

На написання оповідання вплинув візит Лавкрафта до Фостера (штат Род-Айленд), у якому мешкали предки письменника за материнською лінією. Ім'я персонажа Бініджа Корі з оповідання утворено злиттям імен Емми Корі Філліпс, однієї з родичок Лавкрафта, та Беніджі Плейса, фермера, який жив через дорогу від будинку, де зупинився письменник.
Картерів пошук сенсу життя і мрії через низку філософських і естетичних умовиводів, можливо, натхненний романом Карла Гюїсманса «Навпаки» (1884), в якому герой міркує в схожій манері.

## Цикл снів
«Срібний ключ» пов'язаний з іншими творами з «Циклу снів». Хронологічний порядок такий: «Сновидні пошуки незвіданого Кадата», «Свідчення Рендольфа Картера», «Невимовне», «Срібний ключ» і «Крізь браму срібного ключа». Рендольф Картер знайшов магічний артефакт — Срібний ключ, що дозволяє потрапити в минуле і недоступні місця в Країні снів. У міфології та фольклорі часто описуються інші світи, що межують зі справжнім світом. У міфології Європи описано «Царство фей» або «Країну богів», куди можуть увійти смертні маючи при собі Срібну гілку.
В «Енциклопедії Лавкрафта» «Срібний ключ» порівнюється з оповіданням «Склеп», де також описано: голоси батьків, видіння з минулого, передбачення, околиці Бостона, Сутінковий луг, Священний гай, моноліти друїдів, водоспад, а також фавни, егіпани, дріади. В оповіданні «Склеп» Джервас Дадлі «знаходить у своїй шафі дивний ключ, що дозволяє йому розкрити секрети минулого». В оповіданні «Жах у Ред Гука» описано жахливий ключ, що може відкрити скриню з демонічним знанням. У оповіданні «Селефаїс» описано, як сновидець став королем у місті, тоді як його тіло загинуло (Можливо, Картер помер у печері). Картер пише романи і зберігає щоденник свого предка, так само як однойменний герой з оповідання «Невимовне». Згадка про французьке місто Беллуа-ан-Сантер — натяк на зв'язок з оповіданням «Музика Еріха Цанна».

## Географія
- Брама сну (англ. Gate of dreams) — брама, утворена деревами й пагорбами на сутінковому лузі (англ. Twilight meadow), на північ від Аркгема та поблизу Кінгспорта.
- Сутінкові царства (англ. Twilight realms) — зниклі країни (англ. Ethereal lands), які відвідував Рендольф Картер.
- Примарні моря (англ. Ethereal seas) — моря в Країні снів, що омивають землі Сутінкового царства.
- Укранос (англ. Oukranos) — річка в Сутінкових землях.
- Тран (англ. Thran) — місто із золотими шпилями на річці Укранос.
- Клед (англ. Kled) — джунглі в сутінкових землях, де стоять білі забуті палаци (англ. Forgotten palaces).
- Нарат (англ. Narath) — місто з сотнями різьблених воріт і куполів з халцедону.
- Ултар (англ. Ulthar) — місто за річкою Скай (англ. Skai). Описане в оповіданнях «Коти Ултара», «Інші боги» та «Сновидні пошуки незвіданого Кадата».
- Ілек-Вад (англ. Ilek-Vad) — казкове місто, де вежі стоять на порожніх скляних скелях, що нависають над Похмурим морем (англ. Twilight sea). Описано в повісті «Сновидні пошуки незвіданого Кадата».
- Салем згадується в оповіданнях «Малюнок в давній книзі», «Невимовне», «Натура для Пікмана», «Справа Чарльза Декстера Ворда», «Жахіття Данвіча», «Сни у відьминому домі».

## Критика
Редактор Weird Tales Фарнсворт Райт відхилив оповідання, коли Лавкрафт приніс його в середині 1927 року. Однак наступного року Райт попросив ще раз прочитати оповідання і надрукував його. Пізніше він повідомив Лавкрафту, що читачі «затято незлюбили» «Срібний ключ».

## Зв'язок з іншими творами
- В оповіданні «Свято» описано місто Кінгспорт.
- В оповіданні «Свідчення Рендольфа Картера» описано людину з Південних країн та давній цвинтар.
- В оповіданні «Крізь браму срібного ключа» згадано вигаданих істот Гноррі.
- Фраза «Віра батьків» схожа на фразу з оповідання «Поляріс».
- Фрази: «Неправдиві боги», «боги їхніх предків», «Земний страх» і «Земний початок» — натякають на оповідання «Інші боги».
- Космічну безодню, сфери та Хаос описано у творах: «З позамежжя», «Ньярлатотеп», «Сновидні пошуки незвіданого Кадата»

## Використання в поп-культурі
- The Silver Key — пісня іспанського симфонік-метал-гурту Dark Moor з альбому 2005 Beyond the Sea.
- The Silver Key — міні-альбом американського брейкор-виконавця Xanopticon, випущений 2007 року[4].
- «Regarding the Silver Key» — вигаданий документ у візуальному романі Saya no Uta, який, імовірно, розкриває кандидатів на головного персонажа у світі та всесвіті Saya.
- Seven Silver Keys — пісня шведського дум-метал-гурту Candlemass з альбому 2005 року Candlemass, що містить рядок «щоб відкрити свої мрії, тобі знадобиться сім срібних ключів» (англ. to open up your dreams you need seven silver keys).
- У грі Maid RPG є артефакт під назвою «загадковий срібний ключ» (англ. Enigmatic Silver Key).
- У другому епізоді четвертого сезону містичного телесеріалу Сховище 13 є срібний ключ, який дозволяє людям бачити сни створінь Лавкрафта.